# Eranos
I Colloqui di Eranos (parola che in greco indica il banchetto, ma di quel tipo che i latini chiamavano coena collaticia, nel quale ognuno porta qualcosa) furono iniziati nel 1933 da Olga Fröbe-Kapteyn (1881-1962), su ispirazione di Rudolf Otto (specialista - nella tradizione di Friedrich Schleiermacher - di storia delle religioni presso l'Università di Marburgo, e traduttore di Platone).

## Primo periodo (1933-1988)
Fondata nella "Casa Gabriella", che suo padre aveva comprato nel 1926 sul Lago Maggiore, l'annuale conferenza (Tagung) permise a Olga Fröbe-Kapteyn di riunire in una sorta di "scuola di ricerca spirituale" i maggiori studiosi di religioni orientali e occidentali del suo tempo. Dotata di forte volontà, riuscì a coinvolgere Carl Gustav Jung e Martin Buber (che aveva incontrato a un seminario del 1924 nella comunità del Monte Verità, frequentata da personaggi quali il poeta Ludwig Derleth, l'attore Emil Jannings, Chaim Weizmann, Thomas Mann), coinvolgendo l'amica Alice Bailey e via via diversi studiosi, teosofi, e membri della nobiltà europea.
Dal 1949 e fino al 1978 ne divenne animatore l'orientalista Henry Corbin, che collocò la sede della Fondazione nella casa Eranos, una bella villa di Ascona.
Era lì che si svolgevano le Eranos Tagungen, conversazioni finalizzate allo "studio delle immagini e delle forze archetipali nei loro rapporti con l'individuo", e più in generale all'esplorazione dei mondi interiori dell'uomo, condotta attraverso le metodologie scientifiche proprie di ognuno dei partecipanti.
Fino al 1988 ai colloqui di Eranos - incontri annuali, da sempre internazionali e multidisciplinari e i cui atti venivano pubblicati negli Eranos Jahrbuch 
- parteciparono intellettuali dediti a discipline diverse (religioni comparate, sinologia, islamistica, egittologia, indologia, chimica, biologia, astronomia, mitologia comparata, misticismo, buddhismo zen, letteratura, filosofia, scienze politiche, psicologia), che però condividevano, tutti, l'attività di ricerca, e un orientamento culturale interdisciplinare a tonalità, in senso lato, spiritualista.
Tra questi: Martin Buber, Carl Gustav Jung, Mircea Eliade, Károly Kerényi, Gilbert Durand, James Hillman, Erik Hornung, René Huyghe, Gerardus van der Leeuw, Hans Leisegang, Karl Löwith, Louis Massignon, Erich Neumann, Adolf Portmann (direttore dei "Colloqui di Eranos" dopo la morte di Fröbe-Kapteyn), Henri-Charles Puech, Gilles Quispel, Erwin Rousselle, Tilo Schabert, Gershom Scholem, Paul Tillich, Hellmut Wilhelm, Robert Charles Zaehner, Marie-Louise von Franz, Heinrich Zimmer (indologo), e gli italiani Ernesto Buonaiuti, Raffaele Pettazzoni e Giuseppe Tucci.

### GliEranos-Jahrbuchdella prima fase[1]
a cura di Olga Fröbe-Kapteyn
- 1933 Yoga und Meditation im Osten und im Westen (Yoga e meditazione in Oriente e in Occidente)
- 1934 Ostwestliche Symbolik und Seelenführung (Simbolismo in Oriente e in Occidente e guida dell'anima)
- 1935 Westöstliche Seelenführung (Guida dell'anima in Oriente e in Occidente)
- 1936
  - Gestaltung der Erlösungsidee in Ost und West (1) (Formazione delle idee di liberazione in Oriente e in Occidente I)
  - Gestaltung der Erlösungsidee im Judentum und im Protestantismus (Formazione delle idee di liberazione nell'Ebraismo e nel Protestantesimo), a cura di Rudolf Ritsema - conferenze di Heinz Westman e Paul Tillich
- 1937 Gestaltung der Erlösungsidee in Ost und West (2) (Formazione delle idee di liberazione in Oriente e in Occidente II)
- 1938 Gestalt und Kult der "Grossen Mutter" (Forma e culto della Grande madre)
- 1939 Vorträge über die Symbolik der Wiedergeburt in der religiösen Vorstellung der Zeiten und Völker (Conferenza sul simbolismo della rinascita nella rappresentazione religiosa dei tempi e dei popoli)
- 1940-1941 Trinität, christliche Symbolik und Gnosis (Trinità, simbolismo cristiano e Gnosi)
- 1942 Das hermetische Prinzip in Mythologie, Gnosis und Alchemie (Il principio ermetico in mitologia, gnosi e alchimia)
- 1943 Alte Sonnenkulte und die Lichtsymbolik in der Gnosis und im frühen Christentum (Antico culto solare e simbolismo della luce nella gnosi e nel Cristianesimo primitivo)
- 1944 Die Mysterien (I Misteri)
- 1945
  - Studien zum Probleme des Archetypischen (Studi sul problema degli archetipi), a cura di Carl Gustav Jung
  - Der Geist (l'Anima)
- 1946 Geist und Natur (Anima e natura)
- 1947 Der Mensch (Erste Folge) (L'uomo I)
- 1948 Der Mensch (Zweite Folge) (L'uomo II)
- 1949 Der Mensch und die mythische Welt (L'uomo e il mondo mitico)
- 1950
  - Aus der Welt der Urbilder (Dal mondo degli archetipi - intervento speciale di Carl Gustav Jung)
  - Mensch und Ritus (L'uomo e il rito)
- 1951 Mensch und Zeit (Uomo e tempo)
- 1952 Mensch und Energie (Uomo ed energia)
- 1953 Mensch und Erde (Uomo e terra)
- 1954 Mensch und Wandlung (Uomo e trasformazione)
- 1955 Der Mensch und die Sympathie aller Dinge (L'uomo e la simpatia verso le cose)
- 1956 Der Mensch und das Schöpferische (L'uomo e la creatività)
- 1957 Mensch und Sinn (Uomo e sentimento)
- 1958 Mensch und Frieden (Uomo e pace)
- 1959 Die Erneuerung des Menschen (Il rinnovamento dell'uomo)
- 1960 Mensch und Gestaltung (Uomo e formazione)
- 1961 Der Mensch im Spannungsfeld der Ordnungen (L'uomo nella tensione degli ordini)

a cura di Adolf Portmann
- 1962 Der Mensch, Führer und Geführter im Werk (L'uomo come guida del e come guidato dal lavoro)
- 1963 Vom Sinn der Utopie (Il significato di utopia)
- 1964 Das menschliche Drama in der Welt der Ideen (Il dramma dell'uomo nel mondo delle Idee)
- 1965 Form als Aufgabe des Geistes (La forma come una funzione della mente)
- 1966 Schöpfung und Gestaltung (Creazione e formazione)
- 1967 Polarität des Lebens (Polarità della vita)

a cura di Adolf Portmann e Rudolf Ritsema
- 1968 Tradition und Gegenwart (Tradizione e attualità)
- 1969 Sinn und Wandlungen des Menschenbildes (Significato e cambiamento dell'immagine dell'uomo)
- 1970 Man and Speech – Mensch und Wort – L'homme et le verbe (L'uomo e la parola)
- 1971 The Stages of Life in the Creative Process – Die Lebensalter im schöpferischen Prozess – Les moments créateurs dans les saisons de la vie (I momenti creativi nelle stagioni della vita)
- 1972 The Realms of Colour – Die Welt der Farben – Le monde des couleurs (Il mondo dei colori)
- 1973 Correspondences in Man and World – Die Welt der Entsprechungen – Le monde des correspondances (Il mondo delle corrispondenze)
- 1974 Norms in a Changing World – Normen im Wandel der Zeit – Avenir et devenir des normes (Avvenire e divenire delle norme)
- 1975 The Variety of Worlds – Die Vielheit der Welten – La pluralité des mondes (La pluralità dei mondi)
- 1976 Oneness and Variety – Einheit und Verschiedenheit – L'un et le divers (L'uno e il diverso)
- 1977 Der Sinn des Unvollkommenen – The Sense of Imperfection – Le sens de l'imperfection (Il senso dell'imperfezione)
- 1978 Zeit und Zeitlosigkeit – In Time and Out of Time – Le temps et ses frontières (Il tempo e le sue frontiere)
- 1979 Denken und mythische Bildwelt – Thought and Mythic Images – Image mythique et pensée (Immagine mitica e pensiero)
- 1980 Grenzen und Begrenzung – Extremes and Borders – Les extrêmes et la limite (Gli estremi e il limite)
- 1981 Aufstieg und Abstieg – Rise and Descent – Descente et ascension (Discesa e ascensione)

a cura di Rudolf Ritsema
- 1982 Das Spiel der Götter und der Menschen – The Play of Gods and Men – Les jeu des hommes et des dieux (Il gioco degli uomini e degli dèi)
- 1983 Physische und geistige Körperwelt – Material and Imaginal Bodies – Corps physiques et corps spirituels (Corpi fisici e corpi spirituali)
- 1984 Die Schönheit der Dinge – Beauty of the World – La beauté sur la terre (La bellezza sulla terra)
- 1985 Der geheime Strom des Geschehens – The Hidden Course of Events – Le courant caché des événements (La corrente nascosta degli eventi)
- 1986 Spiegelung in Mensch und Kosmos – Human and Cosmic Mirroring – L'homme et le cosmos en miroir (L'uomo e il cosmo allo specchio)
- 1987 Wegkreuzungen – Crossroads – La croisée des chemins (Incroci di vie)
- 1988 Gleichklang oder Gleichzeitigkeit – Concordance or Coincidence – Résonance ou simultanéité (Risonanza o simultaneità)

## Nuovo ciclo (dal 1989)
Dopo il colloquio del 1988, per iniziativa di Tilo Schabert ed Erik Hornung, i partecipanti, orientati da un'attitudine meno mistica e più "filosofica", costituirono nei due anni successivi una Associazione Amici di Eranos, che ebbe una sua sede sempre ad Ascona, ed iniziò un nuovo ciclo di colloqui.
I relatori: Emmanuel Anati, A. Hilary Armstrong, Aleida Assmann, Jan Assmann, Polymnia Athanassiadi, Henri Atlan, Anthony I. Aveni, Moshe Barasch, Elisabetta Barone, Wolfgang Bauer, Gaetano Benedetti, Philippe Bénéton, Norbert Bischof,  Gerhard Böwering, Remo Bodei, Rémi Brague, Michael von Brück, David Carrasco, Giovanni Casadio, Gabriele De Angelis, Serena Di Matteo, Georg Dörr, Josef van Ess, Adriano Fabris, Francesco Saverio Festa,  Hakan Forsell, Dieter Fuchs, Francesco Gaiffi, Giulia Sfameni Gasparro, Helder Godinho, Burckhard Gladigow, Friedrich Wilhelm Graf, Fritz Graf, Heinz Halm, Joseph Hanimann, Walter Haug, Michael Henkel, John von Heyking, James Hillman, Erik Hornung, Michel Hulin, Moshe Idel, Massimo Iiritano, Alain Juranville, Hayao Kawai, Eiko Kawamura, Bernard McGinn, Steven Mc Guire, Reinhold Merkelbach, Gerson Moreno-Riaño, Ulrich Müller-Herold, Yûjirô Nakamura, Friedrich Niewöhner, Ryōsuke Ōhashi, Antonio Panaino, Michel-Yves Perrin, Aaron Powell, Ilya Prigogine, Chloé Ragazzoli, Matthias Riedl, Alessandro Scafi, Ina Schabert, Tilo Schabert, Annemarie Schimmel, Christoph Schumann, Rita Laura Segato, Kurt-Victor Selge, Jean Servier, Hans-Jörg Sigwart, Erika Simon, Silvia Siniscalchi, George Steiner, Zdenek Stríbrný, Lawrence E. Sullivan, Arpad Szakolczai, Elettra Stimilli, Harald Szeemann, Joël Thomas, Alexandra Tischel, Stéphane Toussaint, Christine Trevett, Shizuteru Ueda, Gianni Vattimo, Hendrik Simon Versnel, Julia Wannenmacher, Eugene Webb, R. J. Zwi Werblowsky, Giuseppe Zarone, Elémire Zolla.

### GliEranos-Jahrbuchdella seconda fase
a cura di Erik Hornung (1993-2001), Tilo Schabert (1993-) e Giuseppe Zarone (2001-)
- Auferstehung und Unsterblichkeit (Risurrezione e immortalità), Muenchen, Fink, 1993
- Strukturen des Chaos (Strutture del caos), Muenchen, Fink, 1994
- Wanderungen (Escursioni), Muenchen, Fink, 1995
- Die Macht des Wortes (Il potere delle parole), Muenchen, Fink, 1996
- Anfaenge (Inizi), Muenchen, Fink, 1998
- Die Wahrheit der Traeume (La verità dei sogni), Muenchen, Fink, 1997
- Schuld (Il debito), Muenchen, Fink, 1999
- Kulturen des Eros (Culture erotiche), Muenchen, Fink, 2001
- Die Sprache der Masken (Il linguaggio delle maschere), Wuerzburg, Koenigshausen & Neumann, 2002
- Das Ordnen der Zeit (L'ordine del tempo), Wuerzburg, Koenigshausen & Neumann, 2003
- Pioniere, Poeten, Professoren. Eranos und der Monte Verità in der Zivilisationsgeschichte des 20. Jahrhunderts (Pionieri, poeti, professori. Eranos e Monte Verità nella storia della civiltà del XX secolo), Wuerzburg, Koenigshausen & Neumann, 2004
- Propheten und Prophezeiungen - Prophets and Prophecies (Profeti e profezie), Wuerzburg, Koenigshausen & Neumann, 2005
- Die Menschen im Krieg - im Frieden mit der Natur - Humans at War, at Peace with Nature (L'uomo in guerra e in pace con la natura), Wuerzburg, Koenigshausen & Neumann, 2006
- Religionen - die religiöse Erfahrung - Religions - the religious experience, Wuerzburg, Koenigshausen & Neumann, 2008
- Gott oder Götter? - God or Gods?, Wuerzburg, Koenigshausen & Neumann, 2009
- Die Stadt: Achse und Zentrum der Welt - The City: Axis and Centre of the World, Wuerzburg, Koenigshausen & Neumann,  2011
- The Eranos Movement. A Story of Hermeneutics, Wuerzburg, Koenigshausen & Neumann, 2016